# Владимирское реальное училище
Владимирское реальное училище — памятник градостроительства и архитектуры в историческом центре Нижнего Новгорода. Построено в 1881—1885 годах по проекту архитекторов Н. Д. Григорьева и К. К. Лыгина.
Училище заложило основы специализированного естественно-научного образования в Нижнем Новгороде.

## История

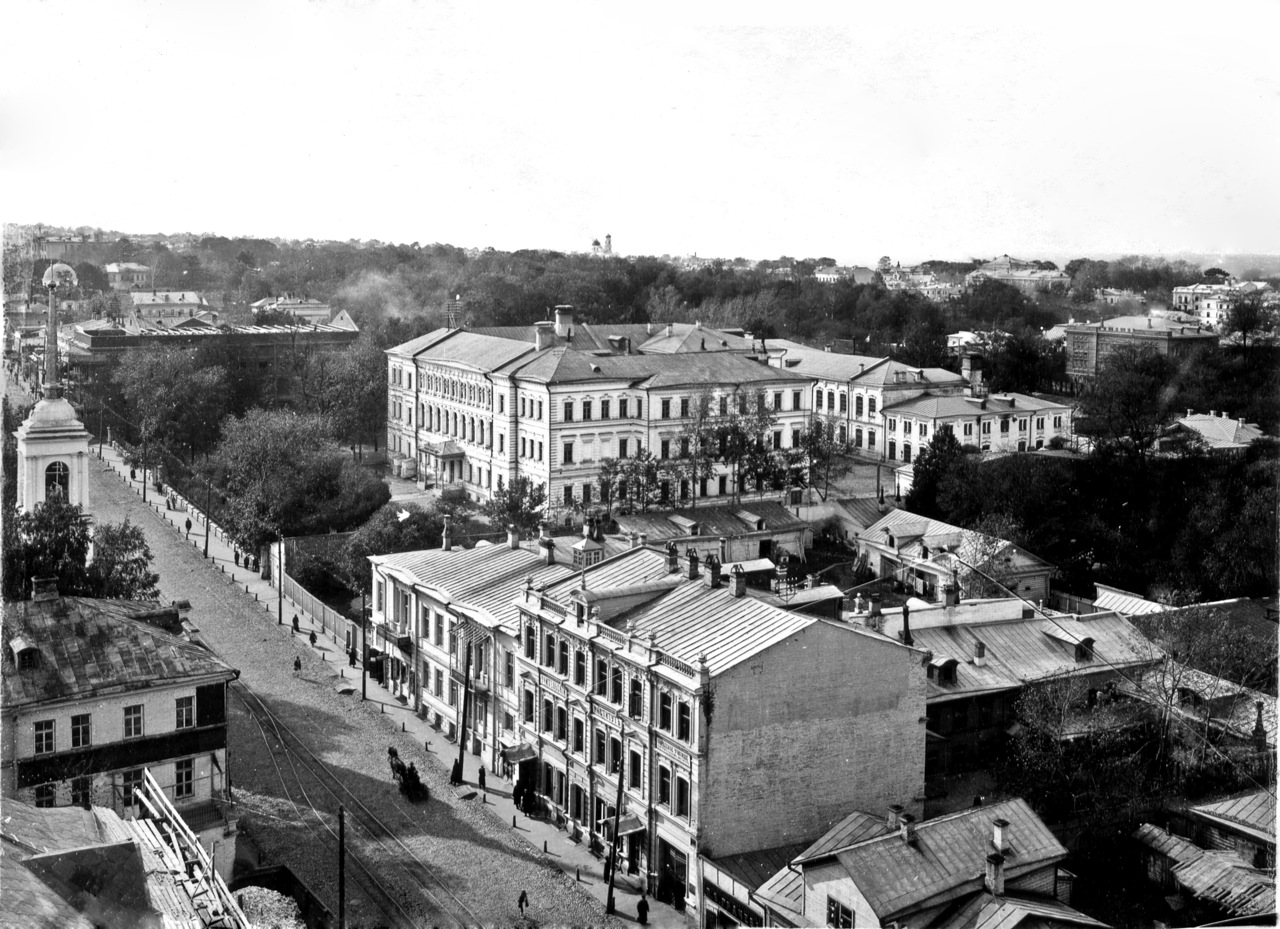
Большая Покровская с башни Государственного банка.
Владимирское училище — в центре на втором плане.
Начало XX века

Реальное училище учреждалось в Нижнем Новгороде в условиях пореформенного времени, бурного развития промышленности и острой нехватки в городе инженерно-технических кадров. Инициатором выступил директор Нижегородской губернской гимназии К. И. Садоков, на заседании губернского земского собрания 14 декабря 1874 года выступивший с речью о насущной необходимости «дать юношеству возможность приобрести практическое образование и технические знания».
2 мая 1875 года предложение рассматривала Нижегородская дума, ходатайствовавшая перед правительством. 7 декабря 1876 года был подписан указ, а летом 1877 года в доме Губина по улице Большой Покровской, № 59 начались занятия.
Одновременно стал разрабатываться проект специального каменного здания, которое предполагалось возвести на земельном участке, купленном у купца А. П. Вяхирева на углу Большой Покровской улицы и Мышкина переулка. В 1880 году Санкт-Петербургское Общество архитекторов объявило архитектурный конкурс на проект нового училища. На конкурс было выставлено 17 проектов. Получили премии трое зодчих: К. К. Лыгин, Н. Д. Григорьев и Ю. Ю. Бенуа. Закладка фундаментов здания состоялась 10 мая 1881 года и к лету 1885 года строительство, шедшее под надзором Н. Д. Григорьева, было завершено.
Обучение в реальном училище было четырёхлетним (с третьего по шестой классы) с учётом потребностей нижегородской промышленности, однако изучались не только точные науки — физика, механика — но и значительный объём общегуманитарных дисциплин: история, литература и философия. Содержалось Владимирское училище на деньги нижегородских предпринимателей — Башкировых, Блиновых, У. С. Курбатова и М. И. Шипова.
В настоящее время здание — один из учебных корпусов Нижегородского государственного университета.